# Belägringen av Demmin
Belägringen av Demnin var en svensk belägring av den pommerska staden Demmin under trettioåriga kriget.

## Bakgrund
Efter att ha grundligt besegrat en katolsk armé vid kusten och etablerat ett brohuvud nära Stettin under år 1630 fortsatte Gustav II Adolf redan under vintern året därefter fälttåget för att säkra Pommern. Han avgick från Gartz med 16000 man medan 9000 man kvarstannade under befäl av Gustaf Horn. Under offensiven intog svenskarna snabbt flera orter och befann sig snart i Loitz, där omkring 3000 man under befäl av Dodo von Knyphausen nådde dem från Stralsund. Därefter marscherade den svenska armén mot Demmin.

## Belägringen

### Inledning och läge
Den 12 februari anlände svenskarna vid Demmin och omringade genast densamma. Tack vare den starka kölden var träsken och floderna som låg omkring staden frusna, vilket underlättade för svenska rörelser. Fästningen var stark, i riktning mot Stralsund möttes en anfallande armé av först ett slott, och därefter av ett torn. Fästningens besättning, 2100 man under Federico Savelli, hade order att försvara sig i åtminstone två veckor för att en undsättning under Johann Tserclaes Tilly skulle hinna anlända.

### De första anfallen
Gustav II Adolf etablerade sig med artilleriet vid Nonnenberg, varifrån han började beskjuta staden. Planen var att en del av den svenska armén skulle genomföra ett skenanfall mot slottet medan Gula brigaden under Maximilian Teuffel anföll fästningen ifrån den västra sidan. Medan Teuffel anföll staden och erövrade dess utanverk möttes anfallet mot slottet med stor framgång då dess försvarare, vilka bestod av 400 man infanteri från Holck regemente, satte slottet i brand och retirerade till tornet.

### Senare framgångar
Dagen efter att svenskarna intog slottet började de beskjuta tornet, vars tjocka murar det svenska artilleriet dock inte kunde förstöra. Eftersom de belägrade soldaterna i tornet vägrade ge sig beordrade Gustav II Adolf att det skulle mineras. När soldaterna insåg detta retirerade de igen, men blev snart fångade av en avdelning ur Gula brigaden. Deras fanor placerades på Nonnenberg i sikte för dem som fortfarande var belägrade i staden. Överstelöjtnant Robert Monro, en skotte i svensk tjänst, beskrev en händelse under belägringen. Medan artilleriet fortsatte bombardemanget av staden bestämde sig Gustav II Adolf för att närmare undersöka murarna och vandrade därför runt dessa. Under vandringen brast dock isen vid ett tillfälle och Gustav II Adolf blev stående med vatten till armarna medan soldaterna i fästningen tog tillfället i akt och sköt mot honom. Efter att Gustav II Adolf ensam tagit sig ur vattnet gick han och bytte kläder, åt en bit mat och återvände sedan till stridslinjen där han igen var i livsfara.

### Erövrandet av Demmin
Den 14 februari hade det svenska artilleriet förstört stora delar av muren och den katolska ställning blev alltmer försvagad. Federico Savelli fruktade samtidigt att de värdesaker som han erövrat under sina fälttåg skulle förloras, och han föreslog därför att överlämna Demmin till svenskarna emot att hans besättning skulle får avgå med alla dess egendomar. Gustav II Adolf, som ville inta Demmin innan Tillys armé anlände, godtog förslaget. Dagen därefter tågade katolikerna ut ur fästningen. Svenskarna erövrade tillsammans med fästningen 36 kanoner, krut och säd.

## Följder
Genom erövringen av Demmin stärktes svenskarnas ställning vid kusten avsevärt, inom två månader intogs även Frankfurt och de svenska operationerna söderut kunde på allvar inledas.